# 越南人民军第3师
越南人民军第3师（越南语：／），又稱金星師（越南语：／），是越南人民軍陸軍下屬部隊，在此之前爲1965年9月2日成立的越南南方人民解放武裝力量的第一個師。第3師參加了越南戰爭與1979年中越戰爭。師指揮部駐地在北江省諒江縣光盛社。

## 名稱
第3師被冠以“金星師”的稱號。這個名字的意思是“提醒戰士們爲祖國的光榮旗幟勇敢戰鬥，爲一個獨立和統一的越南而戰鬥”。